# Grad Strmol
Za grad Strmol v občini Rogatec glejte dvorec Strmol.
Grad Strmol stoji ob vznožju Dvorjanskega hriba v bližini vasi Češnjevek, Grad in Dvorje pri Cerkljah na Gorenjskem. Ime je dobil po svojih prvih lastnikih Strmolskih in tako spada med redke gradove v Sloveniji, ki so tekom celotnega obstoja ohranili slovensko ime. Grad služi protokolarnim potrebam vlade Republike Slovenije.

## Grajski park
Podatki o ureditvi okolice gradu konec 17. stoletja so zelo skromni. Verjetno se je na pobočju pod gradom razprostiral sadovnjak, na ravnini pod njim pa so bili štirje ribniki oziroma bajerji, ki so se napajali iz studenca, ki je imel izvir nedaleč od gradu. Do tja je vodila sprehajalna pot z drevoredom s klopmi za posedanje. Od nekdanjih ribnikov se je ohranil le eden. Od tedaj se zasnova ureditve okolice ni bistveno spreminjala.
Današnjo zasnovo oblikuje dostopna pot, ki se v rahlem loku vzpne po pobočju na pravokotno dvorišče obdano z zidom za gradom. Na zidu stojijo vrtne plastike puttov (dečkov, ki v rokah držijo razne predmete, živali in pridelke) ter ženskih figuric neznanega kiparja, ki so nekdaj krasile baročni vrt graščine Zalog (Wartenberg) in so jih v šestdesetih letih skupaj s plastikama atlantov z vzhodnega stopnišča graščine prenesli na to mesto. Na nasprotni strani dvorišča se pot zopet spušča do priključka na bližnjo cesto. Med dostopnima potema je svobodno oblikovan park z elementi krajinskega sloga z oblikovanim jezerom in neavtohtonimi vrstami dreves.

## Zgodovina
Leta 1936 je grad s posestvom kupil gospodarstvenik Rado Hribar (sin Dragotina Hribarja). 6. januarja 1944 sta pod streli VOS padla oba lastnika graščine Rado Hribar (*1901) in njegova žena Ksenija Gorup pl. Slavinjska (*1905). Tragično dogajanje sta v romaneskni obliki zajela Tone Perčič (In ti boš meni ponoči trkal na vrata, 1998) in Drago Jančar (To noč sem jo videl, 2010), Grad Strmol, sicer pa še v Cerkljanskem zborniku 1964, kratki pripovedi Toneta Perčiča Kamniti gost (Nova revija 1992) in v Marija Cvetek, Spomini na Strmol: Vilma Mlakar, roj. Urh - nekdanja strmolska sobarica, Kronika 2006. Hribar je po pričevanju britofškega tovarnarja Jožka Zabreta na Strmolu skupaj s šestimi okoliškimi podjetniki pod vodstvom Gestapa organiziral gorenjsko belo gardo; VOS je vse, razen vodje Janeza Brodarja, veleposestnika iz Hrastja, ki se je umaknil na Dunaj, likvidiral.
Po vojni je postal grad protokolarni objekt partijskega vodstva. Po mnenju Hribarjevega nečaka, ki je raziskoval dogajanje, je bil pravi motiv za likvidacijo odstranjevanje predvojnih posestnikov. Preživeli sorodniki so leta 2000 dosegli razveljavitev partizanske sodbe in rehabilitacijo lastnikov, nakar je bil grad leta 2004 z denacionalizacijo vrnjen dedičem. Ti so ga prodali nazaj državi, ki ga je v letih 2010–2012 prenovila kot protokolarni objekt. Poleg tega ga ponuja v najem za posamezne dogodke, v osrednjem delu poslopja pa je tudi butični hotel.